# 南非突吻魚
南非突吻魚（学名：Varicorhinus nelspruitensis）为輻鰭魚綱鯉形目鲤科的其中一種，分布於非洲莫三比克及南非澎哥洛河流域，體長可達32公分，喜棲息於低溫、多岩石的溪流，喜群游，以岩石的附著生物及底棲無脊椎動物為食。

## 扩展阅读
維基物種上的相關：南非突吻魚